# Marius Petipa
Marius Petipa (plným jménem Michel Victor Marius Alphonse Petipa, rusky Marius Ivanovič Petipa) – narozen 11. března 1818 v Marseille, zemřel 14. července 1910 (1. července juliánského kalendáře) na Krymu. Pohřben je v Petrohradu. Marius Petipa byl v průběhu svého života tanečníkem baletu, baletním mistrem, učitelem baletu a choreografem. Jeho význam pro vývoj baletu je považován za zásadní.

## Život a dílo
Matka Maria Petipy byla dramatickou herečkou, otec byl známým baletním mistrem a učitelem. Petipa ve svém dětství procestoval s rodiči Evropu. Základní vzdělání a umělecké vzdělání na hudební konzervatoři získal v Bruselu. Lekce z baletu dostával od svého otce ve věku 7 let, poprvé vystoupil v baletním představení ve věku 9 let. Jako baletní tanečník působil v Nantes, Paříži, New Yorku, Bordeaux a Madridu. Už na začátku své baletní kariéry v Nantes vytvářel choreografii jednoaktovek a divertiment.
Pro kariéru Maria Petipy bylo rozhodující jeho působení v Rusku. Zde proslul nejdříve jako tanečník (od roku 1847), pak jako dlouholetý hlavní baletní mistr petrohradských carských divadel (Velké kamenné divadlo, Mariinské divadlo), a to od roku 1871 až do roku 1903. Působil i na dalších místech Ruska (Velké divadlo v Moskvě, Carské selo, Petrodvorce).
Petipa vytvořil více než padesát baletů, z nichž některé přežívají buď v původní verzi, nebo ve verzi, která byla Petipovou choreografií inspirována - Faraónova dcera (1862), Don Quijote (1869), Bajadéra (1877), Talisman (1889), Šípková Růženka/Spící krasavice (1890), Louskáček (choreografii zřejmě připravil Lev Ivanov na základě Petipových rad a instrukcí) (1892), Probuzení Flóry (1894), Odpočinek kavalerie (1896), Raymonda (1898), Roční období (1900) a Harlekýnovy milióny (1900).
Petipa přispěl k oživení řady děl, která vytvořili dřívější baletní mistři. Řada z jeho choreografií se stala napříště definitivními verzemi, ze kterých vycházejí pozdější představení. Nejznámější realizace jsou Korzár, Giselle, Esmeralda, Coppélia, Marná opatrnost (La fille mal gardée) - (se Lvem Ivanovem), Koníček Hrbáček a Labutí jezero (se Lvem Ivanovem).
Mimo to řada tanců z jeho baletních choreografií žije samostatným životem jako samostatná virtuózní čísla (např. Pas de deux a Grand pas de deux z řady baletů).